# Star Wars, épisode VIII : Les Derniers Jedi (bande originale)
 (décembre 2017).
Si vous disposez d'ouvrages ou d'articles de référence ou si vous connaissez des sites web de qualité traitant du thème abordé ici, merci de compléter l'article en donnant les références utiles à sa vérifiabilité et en les liant à la section « Notes et références ».
Pour les articles homonymes, voir Star Wars, épisode VIII : Les Derniers Jedi (homonymie).
Albums de John Williams
Le Bon Gros Géant
(2016) Pentagon Papers
(2017)
Bandes originales de Star Wars
Rogue One
(2016) Solo: A Star Wars Story
(2018)
La bande originale du film Star Wars, épisode VIII : Les Derniers Jedi, composée par John Williams, et a été mise en vente par Walt Disney Records le 15 décembre 2017.

## Liste des titres
| 1.      | Main Title and Escape   | 7:25 |
| 2.      | Ahch-To Island          | 4:22 |
| 3.      | Revisiting Snoke        | 3:28 |
| 4.      | The Supremacy           | 4:00 |
| 5.      | Fun with Finn and Rose  | 2:33 |
| 6.      | Old friends             | 4:28 |
| 7.      | The Rebellion is Reborn | 3:59 |
| 8.      | Lesson One              | 2:09 |
| 9.      | Canto Bight             | 2:37 |
| 10.     | Who are you?            | 3:04 |
| 11.     | The Fathiers            | 2:42 |
| 12.     | The Cave                | 2:59 |
| 13.     | The sacred Jedi texts   | 3:32 |
| 14.     | A new alliance          | 3:13 |
| 15.     | “Chrome Dome”           | 2:01 |
| 16.     | The Battle of Crait     | 6:47 |
| 17.     | The Spark               | 3:35 |
| 18.     | The Last Jedi           | 3:03 |
| 19.     | Peace and Purpose       | 3:06 |
| 20.     | The finale              | 8:28 |
| 1:17:31 |                         |      |

Musiques additionnelles
- Aquarela Do Brasil de Ary Barroso
- The Long Goodbye de Johnny Mercer et John Williams

## Récompenses et nominations
- Oscar de la meilleure musique de film (2018) : Nomination[1]
- Grammy Awards (2019) : Nomination pour la meilleure musique de film[2]
- World Soundtrack Awards (2018) : Nomination pour le compositeur de l'année pour John Williams[3]